# 托皮利夫卡
49°15′40″N 32°26′58″E / 49.26111°N 32.44944°E
托皮利夫卡（烏克蘭語：Топилівка）是位於烏克蘭中部的村莊，由切爾卡瑟州切爾卡瑟區的薩胡尼夫卡市鎮負責管轄。該村始建於十八世紀，面積2.28平方公里，海拔高度76米，人口800。